# Androny (rejon postawski)
Androny (biał. Андроны; ros. Андроны) – agromiasteczko na Białorusi, w obwodzie witebskim, w rejonie postawskim, w sielsowiecie Krupole.

## Historia
W czasach zaborów w gminie Postawy, powiatu dzisieńskim, w guberni wileńskiej Imperium Rosyjskiego.
W dwudziestoleciu międzywojennym wieś leżała w Polsce, w województwie wileńskim, w powiecie duniłowickim, od 1926 w powiecie dziśnieńskim, w gminie Postawy, a następnie w gminie Woropajewo.
Według Powszechnego Spisu Ludności z 1921 roku zamieszkiwało tu 112 osób, wszystkie były wyznania prawosławnego. Jednocześnie 63 mieszkańców zadeklarowało polską przynależność narodową, 42 białoruską a 7 inną (rosyjską). Było tu 20 budynków mieszkalnych. W 1931 w 24 domach zamieszkiwało 112 osób.
Wierni należeli do miejscowej parafii prawosławnej. Miejscowość podlegała pod Sąd Grodzki w Postawach i Okręgowy w Wilnie; właściwy urząd pocztowy mieścił się w m. Postawach.
W 1938 roku miejscowość należała do gromady Rabieki gminy Postawy.
Po agresji ZSRR na Polskę w 1939 roku wieś znalazła się w granicach BSRR. W latach 1941–1944 była pod okupacją niemiecką. Następnie leżała w BSRR. Od 1991 roku w Republice Białorusi.